# کلیسای نمازخانه
کلیسای نمازخانه کلیسای کوچکی است که در محلۀ فیض‌آباد در شهر کرمانشاه قرار دارد. این ساختمان در اصل کلیسای کوچکی بود که از آن با نام نمازخانه مسیحیان یاد می‌شود، اما در دوره‌های بعد به منزل مسکونی تبدیل گردیده‌است.

## ویژگی‌های ساختمانی
نمازخانۀ مسیحیان دارای یک تالار در ضلع جنوبی ساختمان است. این تالار در حال حاضر با ساختن دیوارهایی به سه قسمت تفکیک شده‌است.  در انتهای تالار سکویی قرار دارد که جایگاه کشیش و محل موعظه و انجام مراسم مذهبی بوده‌است. تالار نمازخانه با ایوانی ستون‌دار به حیاط مشرف است. این بنا ستون‌هایی با سرستون‌های گلدانی تزئین‌شده دارد.
مساحت طبقه اول ضلع جنوبی که نمازخانه را شامل می‌شود، ۱۶۲ مترمربع و مساحت کل اعیانی حدود ۴۴۰ متر مربع است.

## کاربری
این بنا کلیسای کوچکی بود که از آن با عنوان نمازخانۀ مسیحیان یاد می‌شد. با این حال در دوره‌های بعدی از آن به عنوان منزل مسکونی استفاده شده و تغییراتی در ساختمان ایجاد شده‌است، به همین دلیل معماری آن با معماری خانه‌های مسکونی هم‌عصر خود متفاوت است.